# 圣乔治教堂 (里昂)
圣乔治教堂（Église Saint-Georges）是法国里昂的一座罗马天主教教堂，敬礼圣乔治。它位于里昂老城（里昂第五区）的François-Bertras广场，靠近Quarantaine区和圣若望区之间的Benoît-Crépu广场。

## 历史
550年在此建有一座教堂，在732年毁于撒拉森人之手，802年修复。在14世纪，它仍然是一个本堂区圣堂，但被耶路撒冷圣若望医院骑士团使用。1315年，骑士团总部设在旁边，有几个窗口和两个圆柱形塔俯瞰索恩河。朗格家族支付修葺教堂的费用。1793年，它被国家没收，改为干草仓房，1892年，由建筑师Pollet修复。
目前的教堂重建于1845年到1848年。这座教堂在1970年代末到1989年被废弃，后来被分配给Priestly Fraternity of St. Peter。 

## 建筑
重建的教堂为新哥特式，建筑师Pierre Bossan还负责设计了富维耶圣母院。钟楼高67米。立面雕塑和花窗玻璃分别是 Charles Dufraine 和Maréchal de Metz的作品。圣母加冕木祭坛为16世纪的作品。这座建筑被法国文化部列为历史古迹